# Szwajcarzy
Szwajcarzy – wspólnota państwowa wywodząca się z ludów galijskich, alamanowskich oraz reckich zamieszkujący głównie Szwajcarię, posługujący się czterema językami (uwzględniając odmiany lokalne): niemieckim (65%) francuskim (20%) włoskim (15%) oraz retoromańskim. Poza Szwajcarią mieszkają głównie we Francji, Niemczech, Włoszech, Stanach Zjednoczonych i Kanadzie. Szwajcarzy wyznają głównie katolicyzm i protestantyzm.

## Populacja i regiony zamieszkania
W latach 1815–2016 ludność Szwajcarów zwiększyła się z 1,7 mln do 7 mln. Ponad 1,5 mln mieszkańców Szwajcarii posiada podwójne obywatelstwo. Około 11% Szwajcarów mieszka za granicą (800 tys., z czego 600 tys. posiada podwójne obywatelstwo). Około 60% Szwajcarów zamieszkałych za granicą mieszka w Unii Europejskiej (460 tys.). Największa grupa osób pochodzenia szwajcarskiego przebywających poza Europą mieszka w Stanach Zjednoczonych i Kanadzie.
Mimo tego, że obecne państwo związkowe Szwajcaria powstało w 1848, nie jest ono państwem narodowym, a Szwajcarzy nie są zazwyczaj uznawani za jedną grupę etniczną, a konfederację państw.

## Tożsamość narodowa i historia kultury
Szwajcarzy historycznie wywodzą się z ludów galijskich, alamanowskich oraz reckich. Ich historia kulturowa jest zdominowana przez Alpy, a środowisko alpejskie jest często wymieniane jako ważny czynnik w kształtowaniu szwajcarskiego charakteru narodowego.

## Obywatelstwo i naturalizacja
O przyznaniu obywatelstwa, w przeciwieństwie do innych krajów jak USA, nie decyduje miejsce urodzenia. Obywatelstwo Szwajcarii mogą uzyskać osoby mające szwajcarskich przodków, mieszkające w Szwajcarii lub które poślubiły obywatela Szwajcarii.
Dzieci urodzone i mieszkające za granicą, których rodzice mają szwajcarskie obywatelstwo muszą do 25 roku życia (do 2017 roku było to 22 lata) zgłosić chęć posiadania obywatelstwa. W przeciwnym razie zgodnie z nowym prawem z 1 stycznia 2018 roku tracą je w dniu 25 urodzin. W przypadku utraty obywatelstwa można je odzyskać jeśli w ciągu 10 lat złoży się wniosek o przywrócenie. Po upływie tego czasu należy mieszkać przynajmniej 3 lata w Szwajcarii.

### Naturalizacja
Aby móc złożyć wniosek o naturalizację należy spełnić kilka warunków. Osoba starająca się powinna:
- mieszkać przynajmniej 12 lat w Szwajcarii (z założeniem, że lata pomiędzy 10 a 20 rokiem życia są liczone podwójnie i nie liczy się okres spędzony bez prawa pobytu)[4]
- znać szwajcarskie zwyczaje i tradycje[4]
- przestrzegać prawa (jest wymagane zaświadczenie o niekaralności)[5]